# Henrique Henriques

Escudo de armas ddo infante Henrique de Castela "o Senador".

Henrique Henriques foi um nobre do Reino de Castela e detentor do Senhorio de la Puebla de los Infantes, município da Espanha na província de Sevilha, comunidade autónoma da Andaluzia,  e o 1.º senhor de Villalba, comuna italiana da região da Sicília, província de Caltanissetta.

## Relações familiares
Foi filho de Henrique de Castela “o Senador” (1232 -?), infante de Castela e Senhor de Écija e portanto neto paterno do Fernando III de Leão e Castela e de Maior Rodrigues Pecha (1230 -?), filha de Esteban Pecha, Senhor de San Román de Hornija ede Maior Rodríguez de Balboa. Casou em 1300 com Estefânia Rodrigues de Ceballos, Senhora de Vado de las Estacas e Villalba. de quem teve:
1. Enrique Enriquez, 2.º Senhor de Villalba casado por três vezes, a primeira com Juana de Gusmão, a segunda com Urraca Ponce de Leão, filha de Fernando Perez Ponce de Leão (1245 - 1291) e de D. Urraca Guterres de Menezes (1260 -?) e a terceira em 1310 com Teresa de Haro.[1]